# 도야마 마사노리
도야마 마사노리(일본어: 遠山政徳, 1674년 ~ 1703년 6월 26일)는 일본 에도 시대의 다이묘로, 유나가야번의 2대 번주이다. 어릴적 이름은 산하치로(三八郎)이며, 모토메(求馬)로도 불린다. 관위는 종5위하, 나이젠노카미이다.
호리 나오카게의 둘째 아들인 호리 나오유키의 둘째 아들로 태어났다. 유나가야 번주 도야마 마사스케에게 자식이 없자 그 양자로 들어가 1690년 관위를 서임받았다. 1693년, 마사스케가 사망하자 이듬해 음력 1월 23일에 번주직을 계승하였다. 아내와 자식이 없이 1703년에 30세의 나이로 사망하였으며, 양자 나이토 마사사다가 그 뒤를 이었다.
| 전임 도야마 마사스케 | 제2대 유나가야번 번주 1694년 ~ 1703년 | 후임 나이토 마사사다 |